# Alliance rouge-verte-brune
 (octobre 2023).
Le terme alliance rouge-verte-brune, né en France dans les années 2000, fait référence à l'alliance présumée de l'extrême gauche (rouge), des islamistes (verte) et de l'extrême droite (brune). Le terme a également été utilisé pour décrire des alliances présumées de gauchistes axés sur les syndicats industriels (rouge), d'agraires à l'esprit écologique (verte) et d'extrême droite (brune),.

## Histoire
L'essayiste français Alexandre del Valle a parlé d'« une alliance idéologique rouge-brune-verte... » dans un article du 22 avril 2002 dans le journal Le Figaro, écrivant également « Rouge-brun-vert, l'étrange alliance » dans un article de janvier 2004 du magazine Politique Internationale. L'interprétation conceptuelle par Del Valle des tendances idéologiques islamistes semble être basée au moins en partie sur des écrits antérieurs dans lesquels il accusait les États-Unis et l'Europe occidentale de favoriser la « machine de guerre » de « l'islamisme armé » via le financement des moudjahidines afghans durant la guerre soviéto-afghane pendant la présidence de Ronald Reagan. En 2010, Del Valle publie un essai en Italie intitulé Verdi, Rossi, Neri. La convergenza degli estremismi antioccidentali : islamismo, comunismo, neonazismo (Rouge, Noir, Vert : La rencontre des opposés extrêmes).
La diffusion ultérieure de la théorie et de ces diverses permutations dérive principalement d'un discours prononcé par Roger Cukierman, président du Conseil représentatif des institutions juives de France (CRIF), lors d'un banquet du CRIF le 25 janvier 2003, et repris dans un article du quotidien Le Monde des 27 et 28 janvier 2003. Cukierman a utilisé l'expression « alliance brun-vert-rouge » pour décrire l'alignement antisémite prétendument partagé par « une extrême droite nostalgique des hiérarchies raciales » (symbolisée par la couleur brune en référence à la Sturmabteilung), « une extrême gauche [qui est] antimondialiste, anticapitaliste, anti-américain [et] antisioniste » (rouge), et partisans de José Bové (vert), qui avait accusé I'Etat d'Israël de « purification ethnique » lors d'un voyage en Palestine. Aux États-Unis, une alliance similaire de groupes disparates s’est produite en opposition à l’Organisation mondiale du commerce dans le mouvement altermondialiste, qui a vu des syndicats, des écologistes néo-luddites et des nationalistes paléoconservateurs, comme Pat Buchanan, se joindre à une cause commune.

## Termes similaires
Le terme rouge-brun (russe : красно-коричневые, krasno-korichnevye) est originaire de la Russie post-soviétique pour décrire une alliance de communistes et d'opposition d'extrême droite (nationaliste, fasciste, monarchiste et religieuse) à l'opposition envers l'orientation libérale et pro-capitaliste du gouvernement russe dans les années 1990 , s'opposant aux réformes économiques et sociales telles qu'une transition rapide vers une économie de marché par le biais d'une thérapie de choc, une forte augmentation de la pauvreté et une baisse du niveau de vie qui en ont résulté, ainsi que la suppression de nombreuses restrictions sur le comportement de la population. Comme le décrit le professeur de géographie américain Alexander Reid Ross dans son ouvrage de 2017 Against the Fascist Creep, Zyuganov a également formé dans les années 1990 des alliances avec le Parti national-républicain de Russie et le Soyouz Venedov (parti politique), ce dernier, comme décrit et paraphrasé par Reid Ross, « promeut le culte des dieux païens du panthéon slave tout en traduisant et en diffusant la propagande nazie allemande en russe. » Après que Ziouganov ait publiquement proclamé cette nouvelle alliance rouge-brune, il y a eu une montée notable de l'antisémitisme au sein du PCFR, particulièrement poussée par le responsable du parti Albert Makashov, qui a ouvertement appelé à l'expulsion des Juifs de Russie et a rencontré David Duke, grand sorcier du Ku Klux Klan.